# Géologie marine

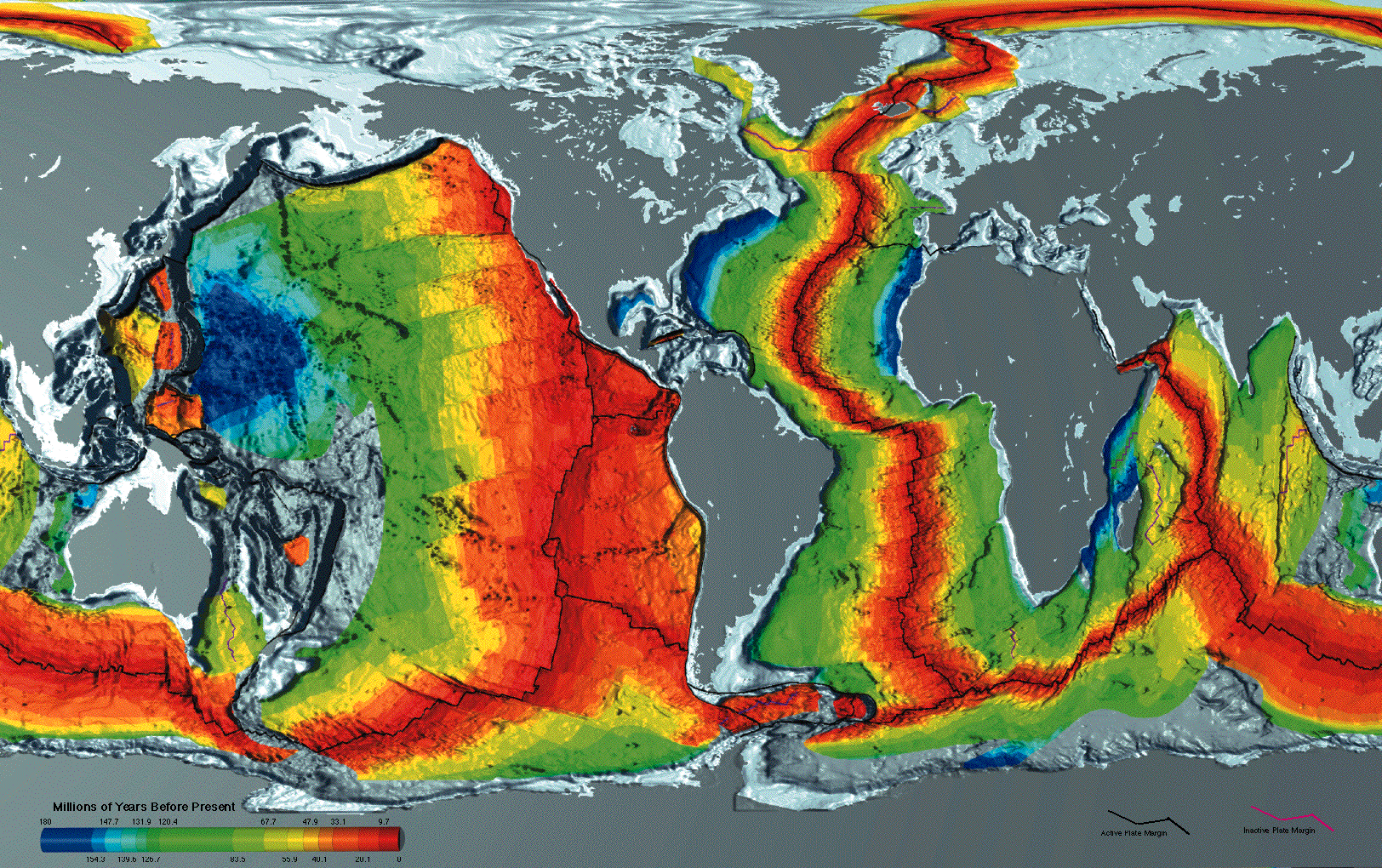
Âge et répartition de la croûte océanique terrestre

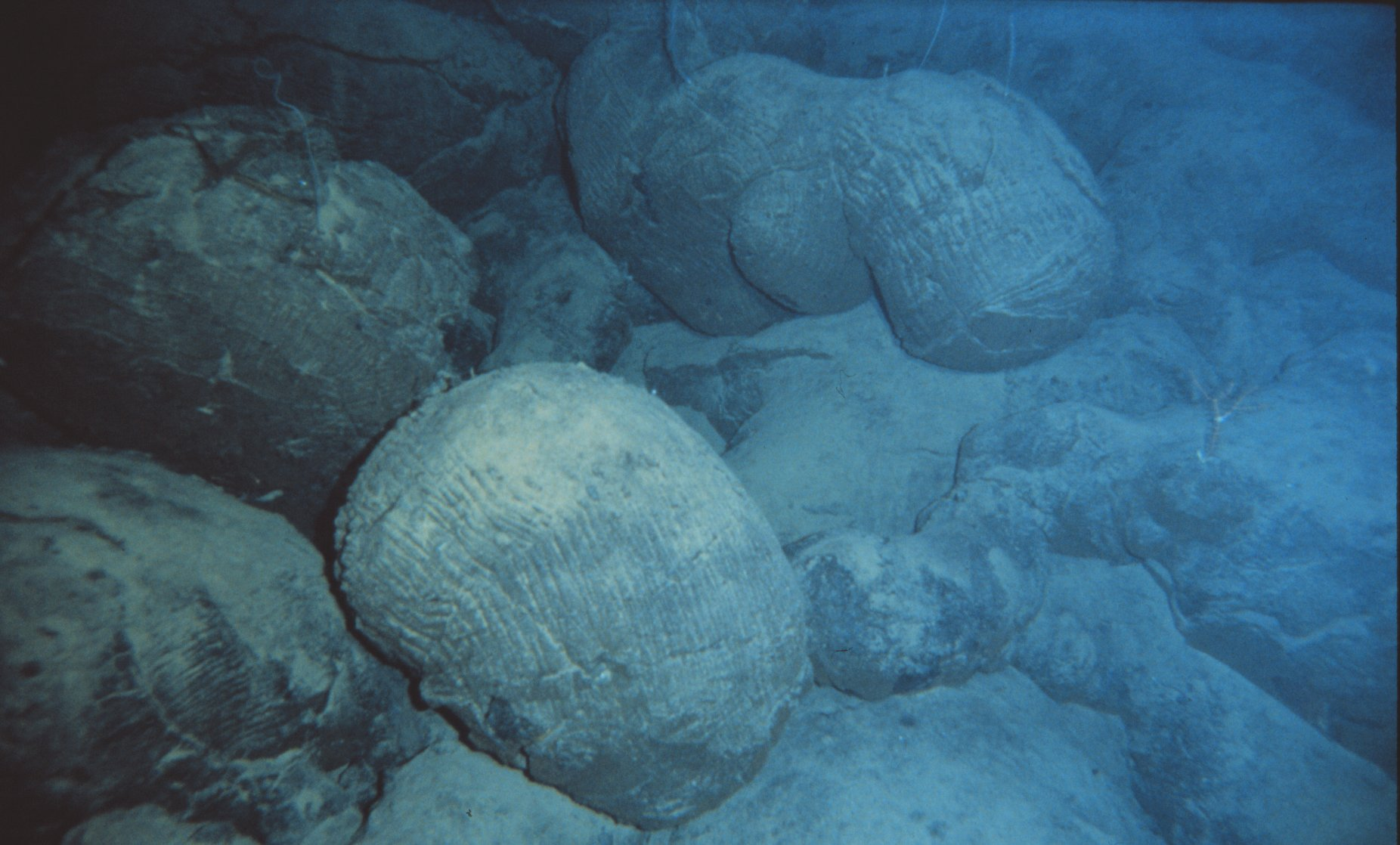
Lave en coussins d'un volcan sous-marin à Hawaii.

La géologie marine ou géologie océanique est une discipline de l'océanographie étudiant l'évolution du plancher océanique et des zones côtières. Elle utilise les mêmes outils que la géologie à terre : la géophysique, la géochimie, la sédimentologie et la paléontologie. La géologie marine est étroitement liée à l'océanographie physique.

## Histoire

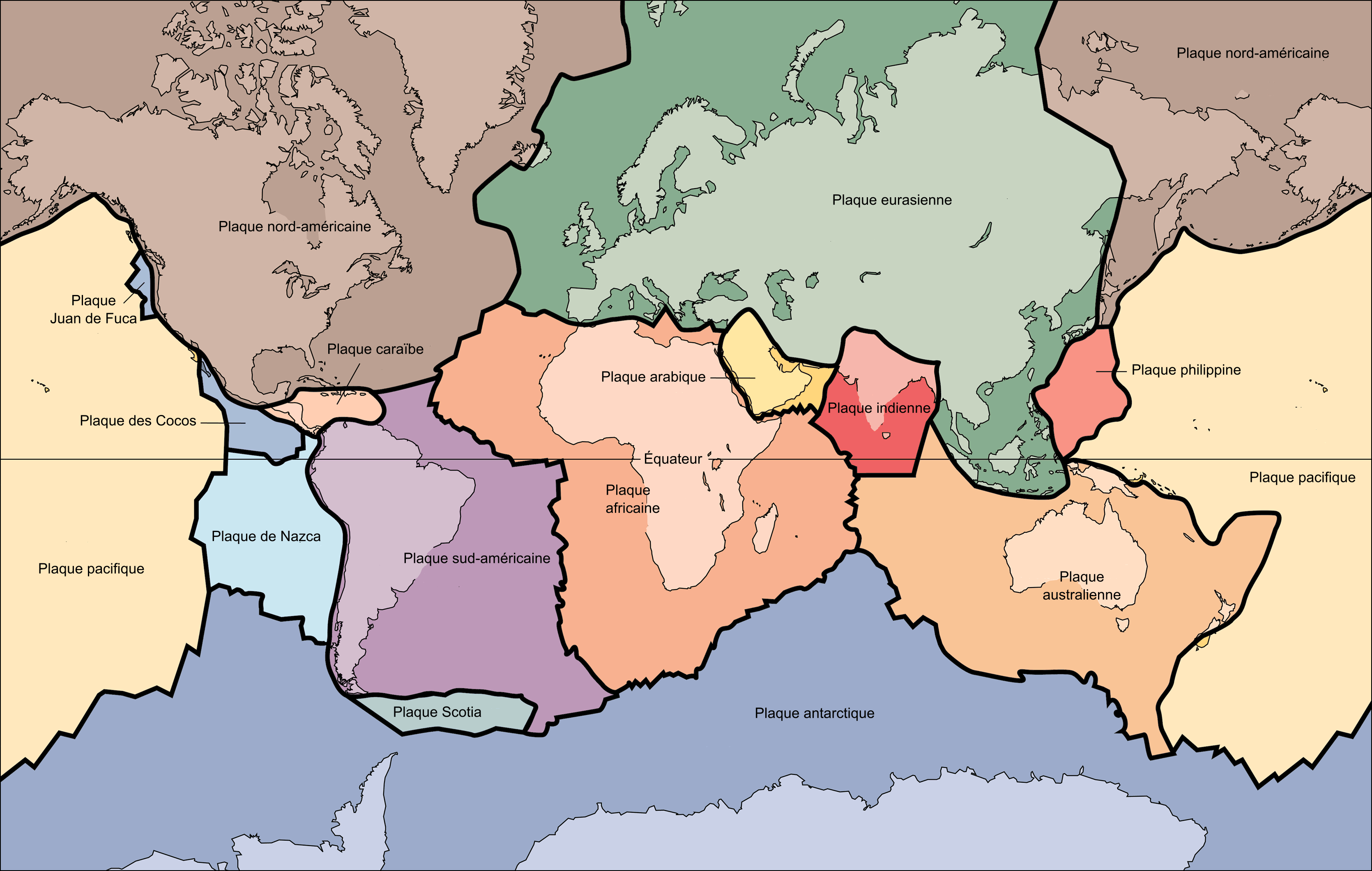
Carte des principales plaques tectoniques terrestres.

Dans les années qui suivent la Seconde Guerre mondiale, les études géologiques marines jouent un rôle extrêmement important dans le développement de la théorie de la tectonique des plaques en fournissant des preuves de l'expansion des fonds océaniques.

## Objectifs
Les fonds océaniques profonds constituent la limite de l'exploration humaine de la surface terrestre. Les difficultés techniques associées à la recherche en eaux profondes on fait que les fonds marins sont demeurés quasiment inexplorés jusqu'à nos jours. En 2016, on estime que moins de 10% des reliefs des fonds marins sont connus au delà de 200m de profondeur.  La cartographie du plancher océanique est aujourd'hui encore menée par la recherche militaire et l'exploration pétrolière et la résolution actuelle des données demeure plus faible que celles de la topographie lunaire.

## Structures géologiques remarquables

Accrétion de matériau mantellique remontant à l'axe des dorsales océaniques.

- Les fosses océaniques sont des dépressions topographiques longues et étroites localisées le long de zones de subductions. La fosse des Mariannes en est l'exemple le plus profond et possède le point le plus bas de la croute terrestre. Elle est associée à la subduction de la plaque pacifique sous la plaque philippine. La profondeur du fond de la fosse est plus grande que l'altitude du point culminant du mont Everest.
- Les dorsales océaniques sont des chaînes de montagnes sous-marines, que l'on rencontre dans tous les bassins océaniques. Elles forment les frontières entre les plaques océaniques divergentes. En réponse à la séparation des plaques, le manteau terrestre chaud arrive en contact avec l'océan, et forme de la nouvelle lithosphère océanique. Le réseau de ces dorsales est continu et s’étend sous les océans sur près de 60 à 80 000 km.
- Les marges continentales passives forment la transition entre la croûte continentale et la croûte océanique quand il n'y a pas de subduction et d'activité sismique. La marge correspond alors à l'un des deux épaulement du rift qui a initié l'ouverture océanique (l'autre épaule du rift se trouve de l'autre côté de l'océan).